# I Saw Her Standing There
〈I Saw Her Standing There〉은 존 레논과 폴 매카트니가 쓴 영국의 록 밴드 비틀즈의 노래다. 그들의 데뷔 음반 《Please Please Me》의 오프닝 트랙으로 사용되었다.
1963년 12월, 캐피틀 레코드는 이 노래를 B면에 담아, 처음으로 비틀즈의 싱글 〈I Want to Hold Your Hand〉을 미국에서 발매한다. 이것은 캐피틀 레이블이 달려있는 비틀즈 첫 싱글이기도 하다. A 사이드의 곡이 미국 빌보드 차트에서 1964년 1월 18일부터 시작하여 7주간 머무를 동안, 〈I Saw Her Standing There〉는 1964년 2월 8일부터 빌보드 100에 진입했고, 14위까지 올랐으며 11주 동안 머물렀다. 노래는 빌보드에 오른 그 날에 캐쉬박스 차트에서 100위에 올라 1주 머물렀다. 2004년 〈I Saw Her Standing There〉는 《롤링 스톤》이 선정한 역사상 가장 위대한 노래 500곡에서 139위에 올랐다.

## 작곡
노래는 폴 매카트니가 주로 썼다. 원래 제목은 〈Seventeen〉이었던 이 노래에 대해 매카트니는 랭커셔 주 사우스포트에서 있었던 비틀즈의 콘서트 이후 집에 가는 길에 썼다고 추측한다. 그는 전통 민요인 〈As I Roved Out〉를 현대적으로 해석한 〈Seventeen Come Sunday〉를 1960년 리버풀에서 들어 영감을 얻었다. 비틀즈 전기작가 마크 루이손의 말에 의하면, 매카트니는 1962년 10월 22일 밤 리버풀 시절 친구이자 음악가인 로리 스톰의 집에서 코드와 변경 작업을 했다고 한다. 2일 뒤 매카트니는 당시 17살이던 자신의 여자친구 셀리어 모티머와 함께 런던에 방문하던 중 가사를 쓰기 시작했다. 노래는 한 달 뒤 매카트니가 레논과 함께 포틀린 거리에 있는 자신의 집에서 완성했다.
매카트니는 《비트 인스트루멘탈》에서 곡의 작곡에 대해 언급했다. "여기 제가 곡을 조금 훔쳐왔다는 예시가 있어요. 〈I Saw Her Standing There〉의 베이스 리프는 척 베리의 〈Talkin’ About You〉에서 따온 것이죠. 전 그와 완전히 같은 음을 연주했고 이는 저희 곡과 완전히 맞아 떨어졌어요. 지금 제가 사람들에게 이 얘기를 하면 믿지 않더라구요. 그러니 베이스 리프라는 건 꼭 오리지널일 필요는 없는 거예요."
곡의 가사는 리버풀 인스티튜트의 연습장에 쓰여졌다. 매카트니의 형제 마이크 매카트니의 책 《리멤버》에는 레논과 매카트니가 연습장을 보며 기타를 두드리고 있는 사진이 있다. 레논과 매카트니가 어떻게 함께 작업하는지를 나타낸 전형적인 예시다. 매카트니는 이렇게 회상한다. "전 'She was just seventeen' 다음에 'never been a beauty queen'이라고 썼습니다. 제가 존에게 보여주니 그는 소리내며 웃더군요. 그러곤 '너 그 가사 장난하려고 쓴 거지?'라고 말했어요" "저희가 함께 떠올린 것이 'You know what I mean.'였어요. 꽤 좋은 말이죠, 왜냐면 당신은 무슨 뜻인지 모르니까요." "이건 그가 처음으로 '뭐? 이건 바꿔야 하겠는걸 ..."라고 말한 때 중 하나예요" 레논은 이렇게 말한다. "그건 폴이 으레 잘하던 준수한 제작품이죠. 조지 마틴이 '생계형 작가(potboiler)'라고 부르는 것 말입니다. 제가 가사는 두 번쯤 손봐줬어요." 《Please Please Me》의 라이너 노츠에는 "매카트니–레논"이라고 게재되어 있으며 이후부터 더욱 친숙한 "레논–매카트니"로 변한다.

## 녹음
1962년 말 캐번 클럽에서 첫 라이브 음원이 녹음된다. 여기서 레논은 리듬 기타 대신 도입부에 하모니카를 연주했으며 이후의 절에서도 연주한다. 레논과 매카트니는 두 번째 "Well we danced all night/And I held her tight/And I held her hand in mine"를 부를 때 웃음을 터트렸다.
노래는 EMI 스튜디오에서 1963년 2월 11일 노먼 스미스 엔지니어와 함께 녹음했다. 《Please Please Me》의 수록곡 중 10곡을 녹음한 마라톤 세션의 일부였다. 비틀즈는 1963년 2월 25일 믹싱 세션에는 참여하지 않았다. 당시 비틀즈가 그런 세션에 불참한다는 것은 흔한 일이 아니었다.
음반에서 곡은 매카트니의 경쾌한 "One, two, three, four!" 카운트로 시작한다. 보통 최종 오디오 믹스에서 카운트인은 빼기 마련이지만, 녹음 프로듀서 조지 마틴은 라이브 공연과 같은 효과를 내기 위해 그러지 않았다. 마틴은 카운트인을 테이크 9에서 가져왔는데, 그는 이를 '특히나 기운 넘친다'고 묘사했다. 그리고 테이크 1과 이어 붙였다. 음악 저널리스트 리처즈 윌리엄스는 이 극적인 도입부가 엘비스 프레슬리의 〈Blue Suede Shoes〉의 오프닝 트랙 "Well, it's one for the money, two for the show ..." 만큼이나 신난다고 평가했다. 당시 라이브 밴드였던 비틀즈는 이 곡을 세트의 처음에 집어넣기도 했다. 비제이 레코드에서 발표한 미국 버전에서는 매카트니가 "Four!"를 외치는 것만 들린다.
9테이크가 〈Free as a Bird〉 CD 싱글의 B면에 처음 수록되었다. 테이크2는 《The Beatles Bootleg Recordings 1963》에 수록되어 아이튠즈 한정으로 2013년 출시되었다.

## 차트 성적
| 차트 (1964)          | 최고 순위 |
| -------------------- | --------- |
| 미국 빌보드 핫 100   | 14        |
| 미국 캐쉬박스 탑 100 | 100       |

| 차트 (1964)        | 순위 |
| ------------------ | ---- |
| 미국 빌보드 핫 100 | 95   |

## 참여 인원
- 폴 매카트니 – 리드 보컬, 베이스, 박수
- 존 레논 – 리듬 기타, 하모니 보컬, 박수
- 조지 해리슨 – 리드 기타, 박수
- 링고 스타 – 드럼, 박수

이언 맥도널드 제공

## 참고 문헌
- Badman, Keith (2000). 《The Beatles Off the Record》. London: Omnibus. ISBN 0-7119-7985-5.
- “The Ladybugs Sing "I Saw Her Standing There"”. 《Dailymotion》. 2009. 2009년 4월 13일에 확인함.
- Harry, Bill (1992). 《The Ultimate Beatles Encyclopedia》. London: Virgin Books. ISBN 0-86369-681-3.
- Lewisohn, Mark (1988). 《The Beatles Recording Sessions》. New York: Harmony Books. ISBN 0-517-57066-1.
- MacDonald, Ian (2005). 《Revolution in the Head: The Beatles' Records and the Sixties》 Seco Revis판. London: Pimlico (Rand). ISBN 1-84413-828-3.
- Miles, Barry (1997). 《Paul McCartney: Many Years From Now》. New York: Henry Holt & Company. ISBN 0-8050-5249-6.
- 《Mojo Special Limited Edition # M-04951》. 《Mojo》 (London). 2002.
- Schofield, Nigel (2012). 《Fairport by Fairport》. London: Rocket 88. ISBN 978-1-906615-47-5.
- 《Please Please Me》 (booklet). The Beatles. London: Parlophone. 1963. CDP 7 46435 2.
- “The Prince's Trust 1986, "I Saw Her Standing There" by Paul McCartney”. 《YouTube》. 2009. 2009년 12월 6일에 확인함.
- The Beatles (2000). 《The Beatles Anthology》. London: Cassell & Co. ISBN 0-304-35605-0.